# Tioproperazyna
Tioproperazyna – organiczny związek chemiczny, lek psychotropowy z grupy neuroleptyków. Należy do grupy piperazynowych pochodnych fenotiazyny.
Tioproperazyna należała do najsilniejszych leków neuroleptycznych, podawana prawie wyłącznie w przypadkach opornych na leczenie. Wykazuje silne działanie uspokajające, antywytwórcze oraz antyautystyczne. Szczególnie silnie działała na objawy osiowe, wywołując przy tym b.silne objawy ze strony układu pozapiramidowego – w tym duże ryzyko późnej dyskinezy, akatyzji. Z tego względu (a także z powodu zsyntetyzowania nowszych neuroleptyków) obecnie nie jest stosowana w psychiatrii.
Jest antagonistą receptorów dopaminergicznych D1 oraz D2.
Tioproperazyna była stosowana w leczeniu ciężkich postaci schizofrenii, w opanowaniu stanów maniakalnych. Dawka lecznicza od 20 do 60 mg, dawka podtrzymująca 5 mg.

## Preparaty
- Majeptil tabletki 0,005 g i 0,01 g.